# コーンスティープリカー
コーンスティープリカー（Corn Steep Liquor、CSL）は、トウモロコシからデンプン（コーンスターチ）を製造する過程でできる副産物の一つ。

## 概要
コーンスティープリカーは、コーンスターチの精製方法の一つであるコーンウエットミリングの浸漬工程において、トウモロコシから溶出した可溶性成分と乳酸発酵で生成した成分を含む浸漬液を濃縮した液状のもの。単独の製品として出荷されるほか、同じくコーンスターチの副産物の一つであるコーングルテンフィードに添加されて用いられるなど、様々に利用される。

## 主なメーカー
コーンスティープリカーは、あくまでも主製品の製造過程でできる「副産物」であり、メーカーや各社工場によって、発生するその全量が商品として売られるとは限らず、自家消費されることもある。

### 日本
- 王子コーンスターチ
- 加藤化学
- 向後スターチ
- サンエイ糖化
- 三和澱粉工業
- 敷島スターチ
- 昭和産業
- 日本コーンスターチ
- 日本食品化工
- サナス
- J-オイルミルズ